# 베라 왕
베라 왕(영어: Vera Wang, 중국어 정체자: 王薇薇, 병음: Wáng Wēiwei 왕웨이웨이[*], 1949년 6월 27일~)은 미국의 패션 디자이너이다. 할리우드의 유명 스타인 머라이어 캐리, 제니퍼 가너, 우마 서먼, 제니퍼 로페즈, 빅토리아 베컴, 제시카 심슨, 케이트 허드슨, 샤론 스톤 등의 웨딩드레스를 제작하기도 했다. 대한민국에서는 배우 심은하, 김남주 등이 베라 왕의 웨딩드레스를 입고 결혼식을 올렸다.

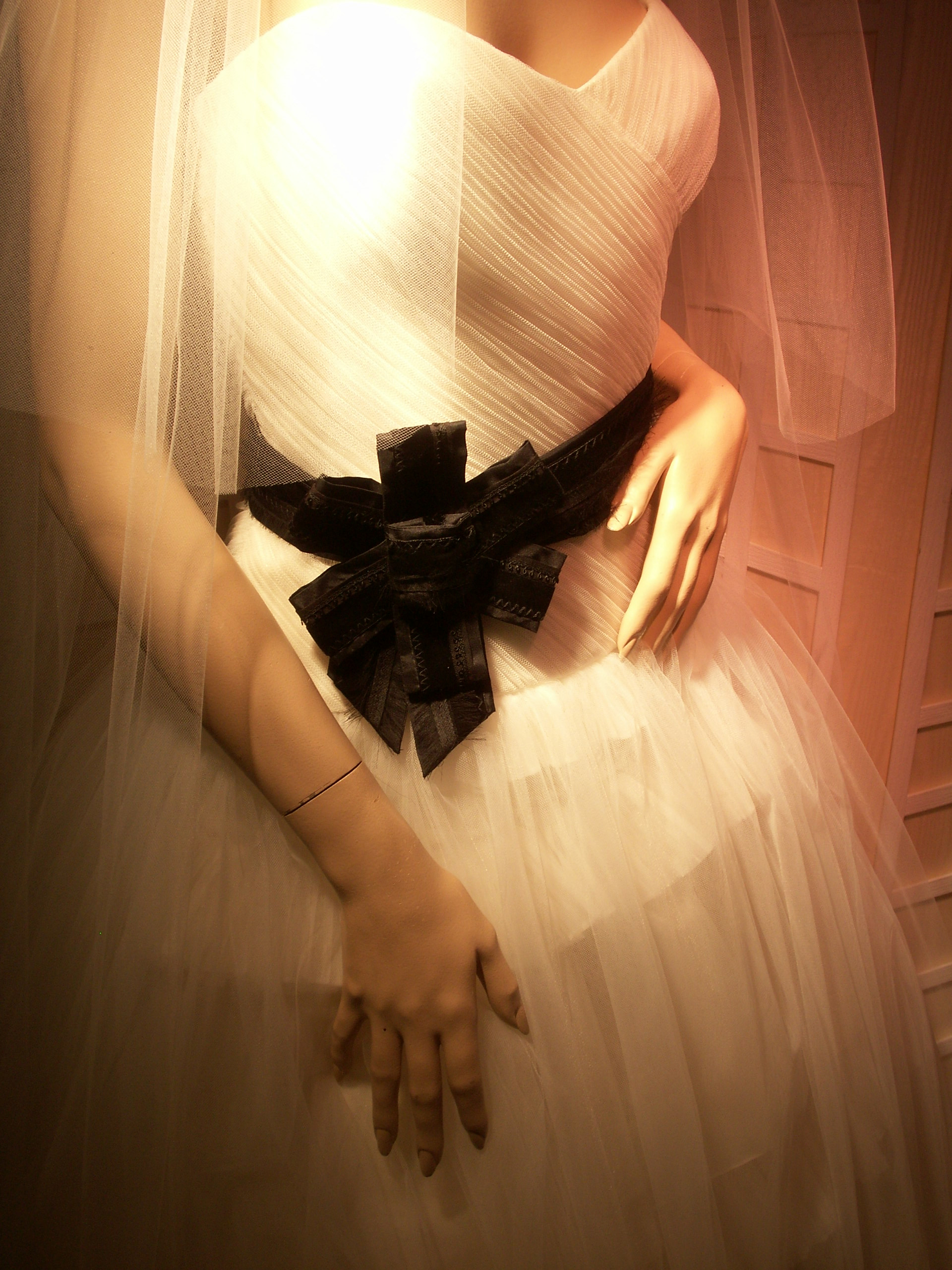
베라 왕 웨딩드레스

## 생애
미국으로 이주한 부유한 중국인 부모 사이에서 태어났으며, 파리 대학교를 거쳐 세라 로런스 칼리지에서 미술사를 전공했다. 그녀의 어머니는 그녀가 어렸을 때 자주 파리에 있는 패션 쇼에 함께 데려갔다. 그녀의 할아버지는 중국의 장군이었으며 외할아버지는 군벌이었다고 한다. 또한 아버지는 화학 회사를 소유하고 있다.
어린 시절 피겨 스케이팅 선수로 활동했고, 미국 피겨 스케이팅 챔피언쉽에 참가하기도 했으나 1968년 동계 올림픽 대표 선수가 되는데 실패하자 끝내 선수 생활을 포기했다.
이후 그녀는 패션 공부에 몰두하며, 잡지 회사 보그에서 일하게 되었고 최연소 편집자가 되었다. 16년 후 랠프 로런의 여성 액세서리 디자인 디렉터가 되었고 1990년 독자적인 패션 회사를 설립했다.
현재 남편 아서 벡커와 두 딸과 함께 뉴욕 시에서 거주 중이다. (2012년 합의이혼) 딸 조세핀과 세실리아는 채핀 스쿨(The Chapin School)에 재학 중이다. 남편 벡커는 정보통신기술 회사 네비지트(Navisite)의 CEO이다.

## 출연 작품

### 영화
- 대통령의 딸(2004년) - 본인 역
- 셉템버 이슈(2009년) - 본인 역

### 드라마
- 어글리 베티(2007년) - 본인 역
- 카다시안 시스터즈(2011년) - 본인 역
- 가쉽 걸(2012년) - 본인 역

## 저서
- Vera Wang, Vera Wang on Weddings (2001년 10월) ISBN 978-0-688-16256-6